# Luxury Liner
Luxury Liner — третий студийный кантри-альбом американской певицы Эммилу Харрис, выпущенный в декабре 1976 года на рекорд-лейбле Warner Bros. Records. Работа следовала концепции своих предшественников, но состояла из ещё более разнородного материала в диапазоне от The Carter Family до Чака Берри, став на тот момент для певицы творческим и коммерческим пиком. Пластинка заняла вершину чарта Top Country Albums и строчку № 21 в Billboard Top LPs & Tape. Синглы «(You Never Can Tell) C’est La Vie» и «Making Believe» вошли в Топ-10 чарта Hot Country Songs.

## Альбом
Материал на Luxury Liner был стилистически ещё более разнородным, чем в прошлых работах. Певица стала гораздо смелее в подборе репертуара и эта пластинка наглядно демонстрировала подход, который позже определил суть альт-кантри и американы. Весёлая интерпретация рок-н-ролла «(You Never Can Tell) C’est La Vie» Чака Берри сочеталась с классикой «When I Stop Dreaming» The Louvin Brothers, вокальные гармонии для которой записала новая подруга Харрис — Долли Партон. Творчество Грэма Парсонса на этот раз было представлено его поздней балладой «She» и старым треком середины 1960-х годов из репертуара International Submarine Band — «Luxury Liner». Последняя композиция дала название всему альбому. При этом интерпретация Харрис сильно отличалась от оригинала Парсонса, получив характерное для певицы и её группы The Hot Band в то время кантри-звучание Западного побережья.
Задолго до Вилли Нельсона и Мерла Хаггарда, Харрис представила здесь песню «Pancho & Lefty» Таунса Ван Зандта. Эта композиция стала ядром альбома, задав тон всем остальным песнями, и до сих пор исполняется певицей практически на каждом концерте. Песню «Hello Stranger» The Carter Family в традициях аппалачской народной музыки Харрис исполнила дуэтом с Николетт Ларсен, обмениваясь репликами на манер Сары и Мейбелл Картер. Среди классики на Luxury Liner отметился и хит середины 1950-х годов «Making Believe» из репертуара Китти Уэллс. Вкладом Родни Кроуэлла стала характерная для 1970-х годов самокопательная композиция «You’re Supose to Be Felling Good» и сочинённая вместе с Харрис меланхоличная баллада «Tulsa Queen», закрывавшая трек-лист альбома. Изначально Харрис и её продюсер Брайан Ахерн записали 19 композиций, оставив в итоге 10. Остальные, например, «Two More Bottles of Wine» Делберта Макклинтона, появились на следующих пластинках.
С точки зрения исполнения Luxury Liner демонстрировал Харрис и её группу The Hot Band на пике формы. За период активных гастролей они с певицей образовали эффектную и слаженную команду. Уверенное звучание пластинке обеспечивали знаменитые в будущем музыканты, среди которых Родни Кроуэлл, Рики Скэггс и британский гитарист Альберт Ли. Последний был новичком в коллективе, заменив Джеймса Бёртона, и записывался с Харрис впервые, придав своими зажигательными соло новую динамику её музыке. Тем не менее Бёртон, как и мультиинструменталист Херб Педерсен, также появился на альбоме. На гитарные соло Ли своим хонки-тонковым фортепиано отзывался Глен Хардин. Именно на этой пластинке фирменный кристально чистый голос Харрис оформился окончательно. Кроуэлл и Ли также подпевали ей в песне «Pancho & Lefty». В итоге на фоне своих предшественников Luxury Liner имел более целостное звучание. В 2004 году он был отреставрирован и переиздан с двумя дополнительными треками — «Me and Willie» и «Night Flyer».

## Релиз
Luxury Liner стал для Харрис вторым альбомом, возглавившим чарт Top Country Albums. Пластинка держалась на вершине восемь недель в эпоху аутло-кантри Вилли Нельсона и Уэйлона Дженнингса. Также она достигла строчки № 21 в Billboard Top LPs & Tape. Синглы «(You Never Can Tell) C’est La Vie» и «Making Believe» заняли соответственно позиции № 6 и № 8 в чарте Hot Country Songs. Несмотря на крайне разнородный материал, пластинка не отпугнула поклонников, став на тот момент пиком в карьере Харрис. Сегодня альбом остаётся одной из самых ярких и коммерчески успешных её работ. По продажам он получил золотой статус.
Сама певица называет Luxury Liner одной из своих наиболее удачных и любимых работ, сформировавшей её фирменное звучание. Многие песни с этой пластинки годами оставались в её репертуаре, особенно до выхода Wrecking Ball (1995). Среди них «Hello Stranger», «Luxury Liner», «Pancho & Lefty», «Making Believe» и «Tulsa Queen». Тем не менее после релиза часть критиков упрекнули Харрис и Ахерна в создании альбомов по одной формуле. Также не все оценили тягу певицы к творчеству малоизвестных авторов вроде Таунса Ван Зандта. Так, один из рецензентов в то время отметил, что альбом заполнен материалом от «лузеров».

## Трек-лист
| №   | Название                             | Автор(ы)                     | Длительность |
| --- | ------------------------------------ | ---------------------------- | ------------ |
| 1.  | «Luxury Liner»                       | Грэм Парсонс                 | 3:41         |
| 2.  | «Pancho & Lefty»                     | Таунс Ван Зандт              | 4:50         |
| 3.  | «Making Believe»                     | Джимми Уорк                  | 3:37         |
| 4.  | «You’re Supposed to Be Feeling Good» | Родни Кроуэлл                | 4:01         |
| 5.  | «I’ll Be Your San Antone Rose»       | Сюзанна Кларк                | 3:43         |
| 6.  | «(You Never Can Tell) C’est la Vie»  | Чак Берри                    | 3:27         |
| 7.  | «When I Stop Dreaming»               | Чарли и Айра Лувины          | 3:15         |
| 8.  | «Hello Stranger» (c Николетт Ларсен) | Эй Пи Картер                 | 3:59         |
| 9.  | «She»                                | Грэм Парсонс, Крис Этридж    | 3:15         |
| 10. | «Tulsa Queen»                        | Эммилу Харрис, Родни Кроуэлл | 4:47         |

| №   | Название                     | Автор(ы)       | Длительность |
| --- | ---------------------------- | -------------- | ------------ |
| 11. | «Me and Willie»              | Лори Хайд-Смит | 5:16         |
| 12. | «Night Flyer» (с Делия Белл) | Джонни Маллинз | 3:33         |

## Участники записи
Музыканты
| - Брайан Ахерн — акустическая гитара, электрогитара, акустическая гитара (пальцевая техника) - Майк Олдридж — добро - Даян Брукс — бэк-вокал - Джеймс Бёртон — электрогитара - Родни Кроуэлл — акустическая гитара, электрогитара, гитара (нэшвильский строй), бэк-вокал - Рик Кана — акустическая гитара - Хэнк Девито — педал-стил - Эмори Горди — бас - Глен Хардин — фортепиано, электропианино, оркестровки | - Эммилу Харрис — вокал, акустическая гитара - Николетт Ларсен — дуэт-вокал - Альберт Ли — акустическая гитара, электрогитара, мандолина, бэк-вокал - Долли Партон — бэк-вокал - Херб Педерсен — бэк-вокал - Микки Рафаэль — гармоника, басовая гармоника - Рики Скэггс — фиддл, мандолина - Фэйсу Старлинг — бэк-вокал - Джон Уэйр — ударные |

Техперсонал
- Брайан Ахерн — продюсер, звукоинженер
- Дониван Коварт — звукоинженер
- Брэдли Хартман — звукоинженер
- Стюарт Тейлор — звукоинженер
- Майлз Уилкинсон — звукоинженер

## Чарты
| Хит-парад (1977)                  | Высшая позиция |
| --------------------------------- | -------------- |
| США, Billboard Top Country Albums | 1              |
| США, Billboard Top LPs & Tape     | 21             |